# Lista de praias da Suécia
Esta lista de praias da Suécia está organizada por províncias históricas. Os locais de banho (badplatser) do país podem ter a forma de praias de areia (sandstränder), praias com relvado, praias de rochedos (badklippor) ou plataformas flutuantes (badbryggor). Existem ao longo de toda a costa da Suécia, assim como nos seus numerosos lagos e rios. São locais de lazer, e atrações turísticas para residentes e turistas nacionais e estrangeiros. Para os banhista que levem cães, existem praias assinaladas com letreiros.

Praia na Suécia

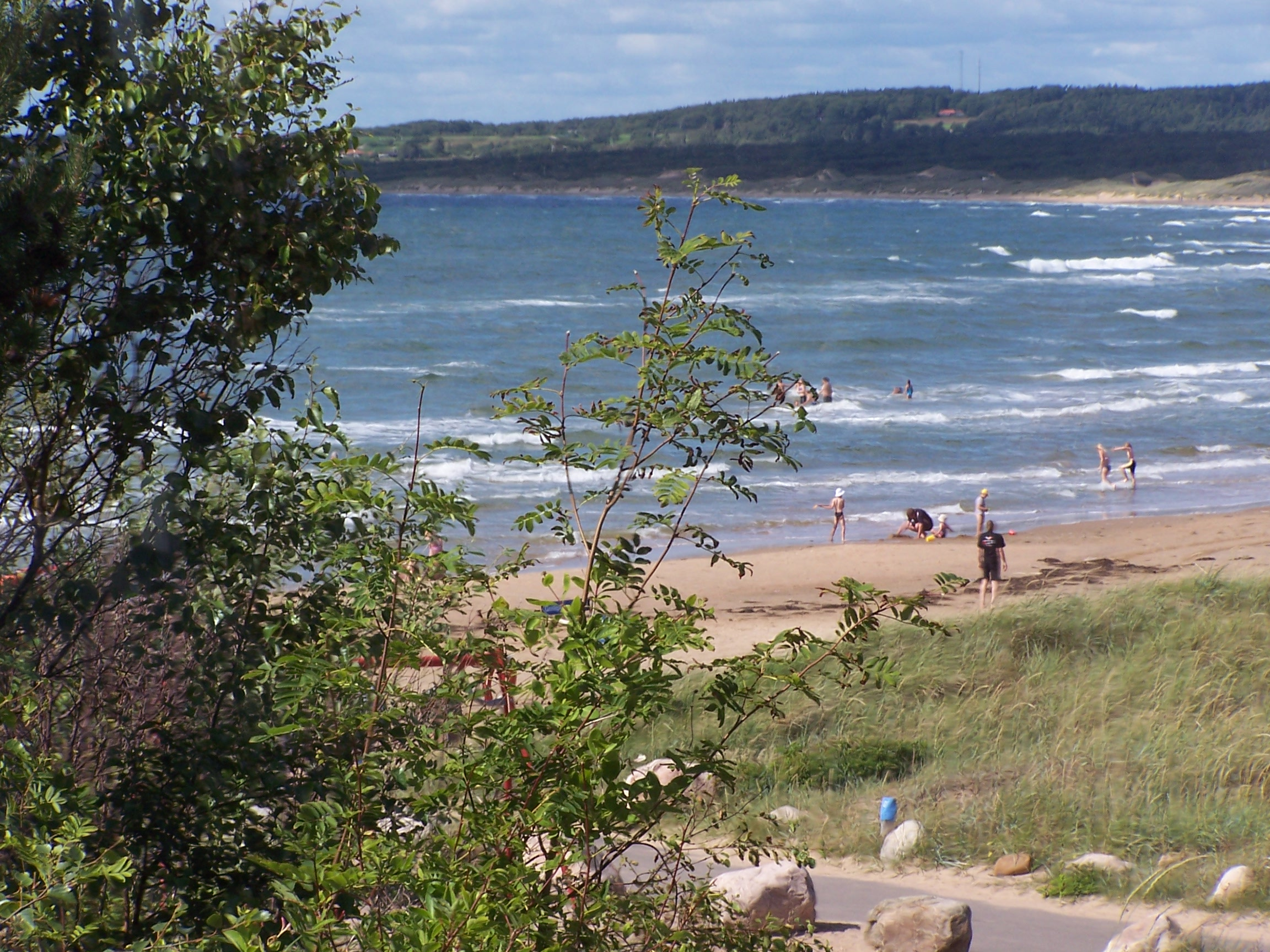
Praia de Tylösand

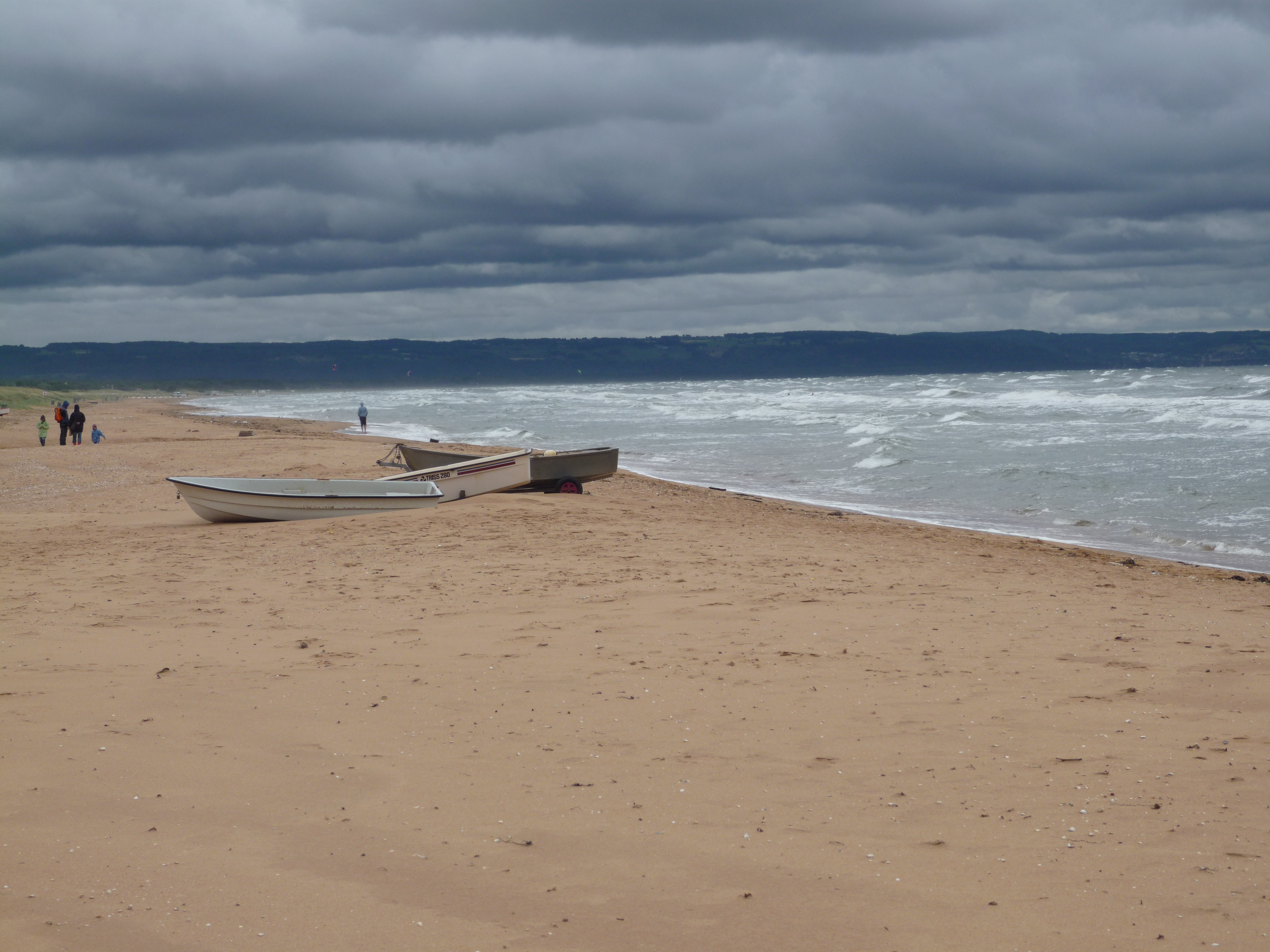
Praia de Mellbystrand

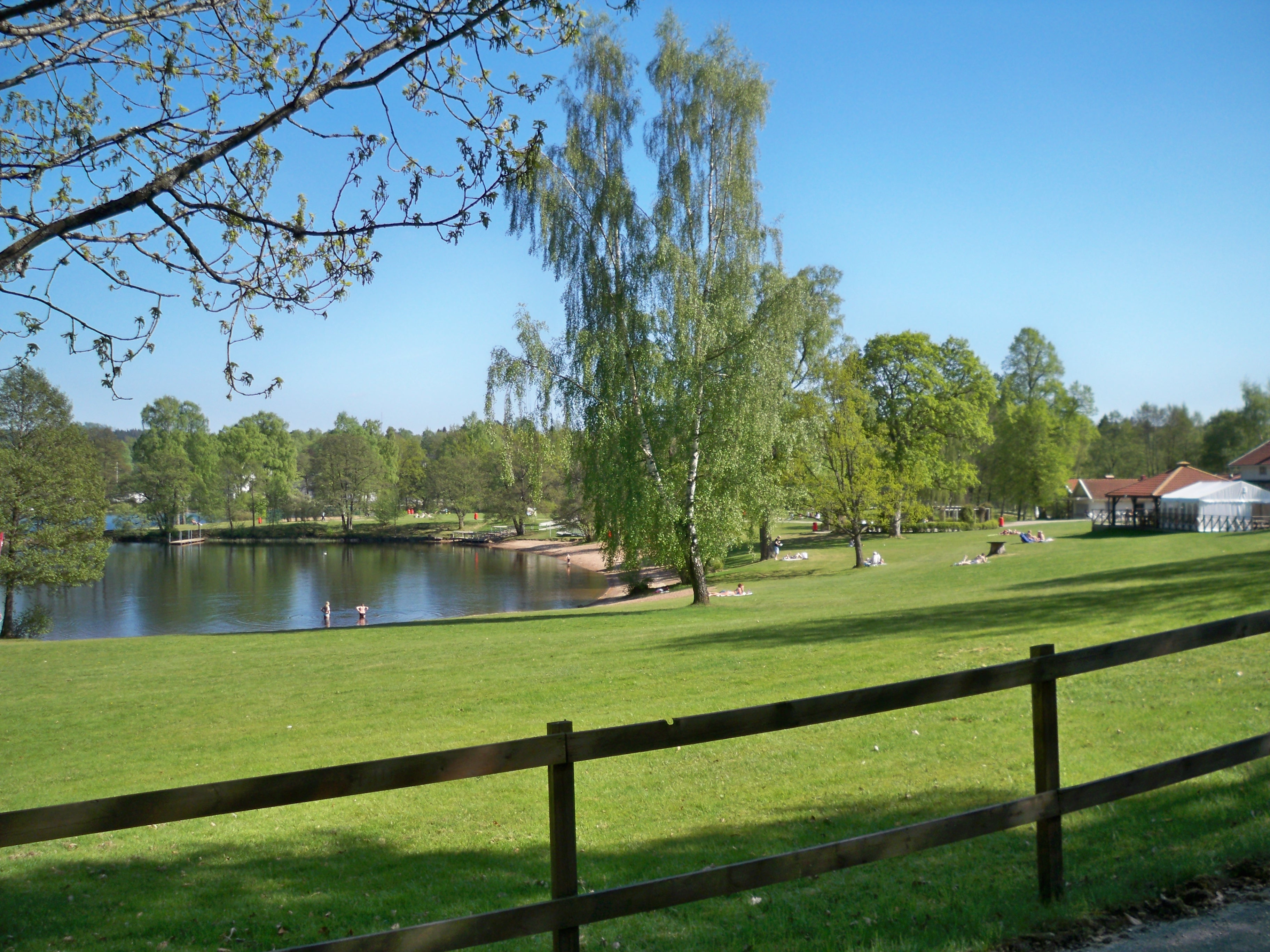
Praia de Almenäs

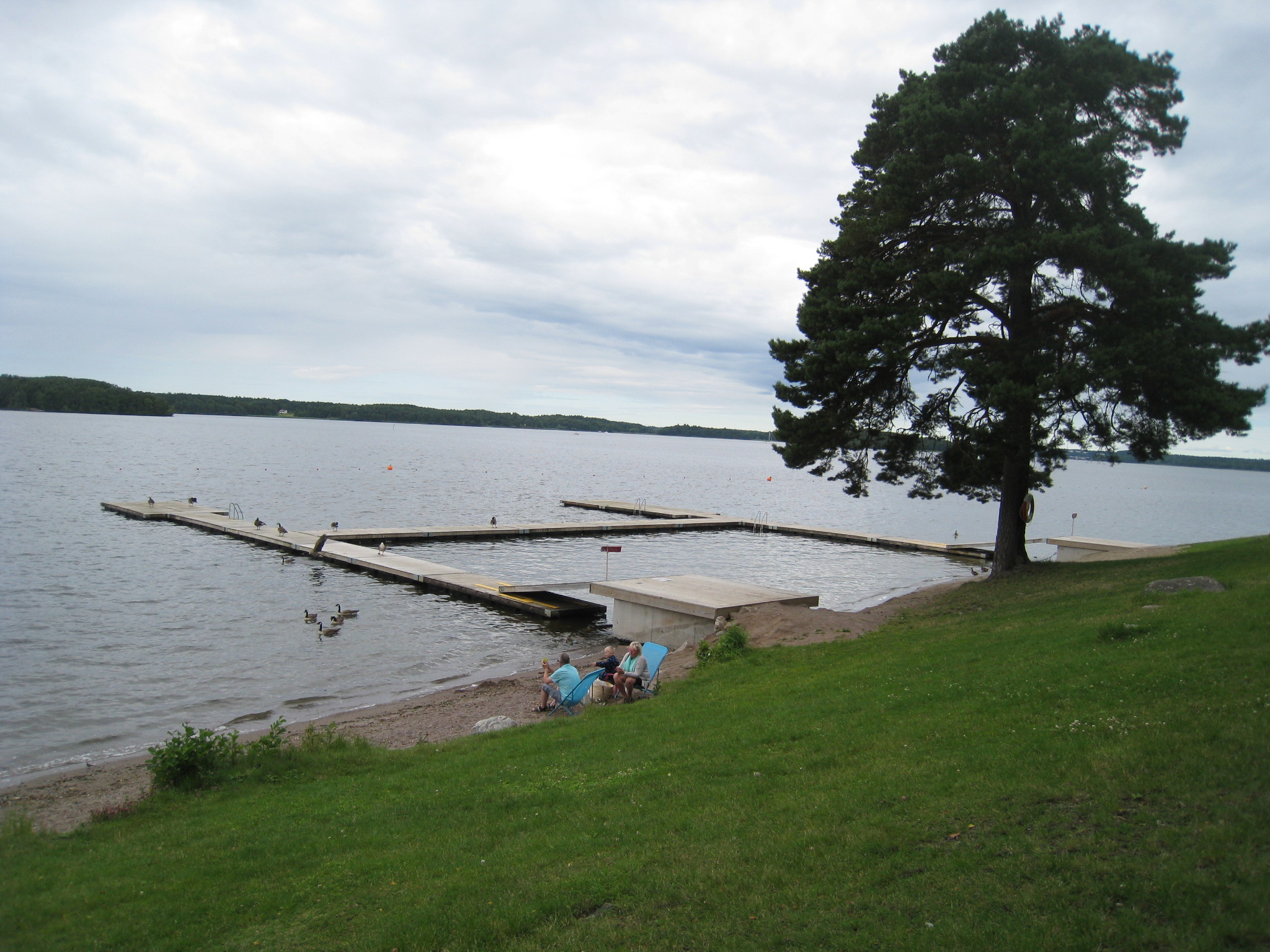
Plataforma flutuante em Görvälnsbadet

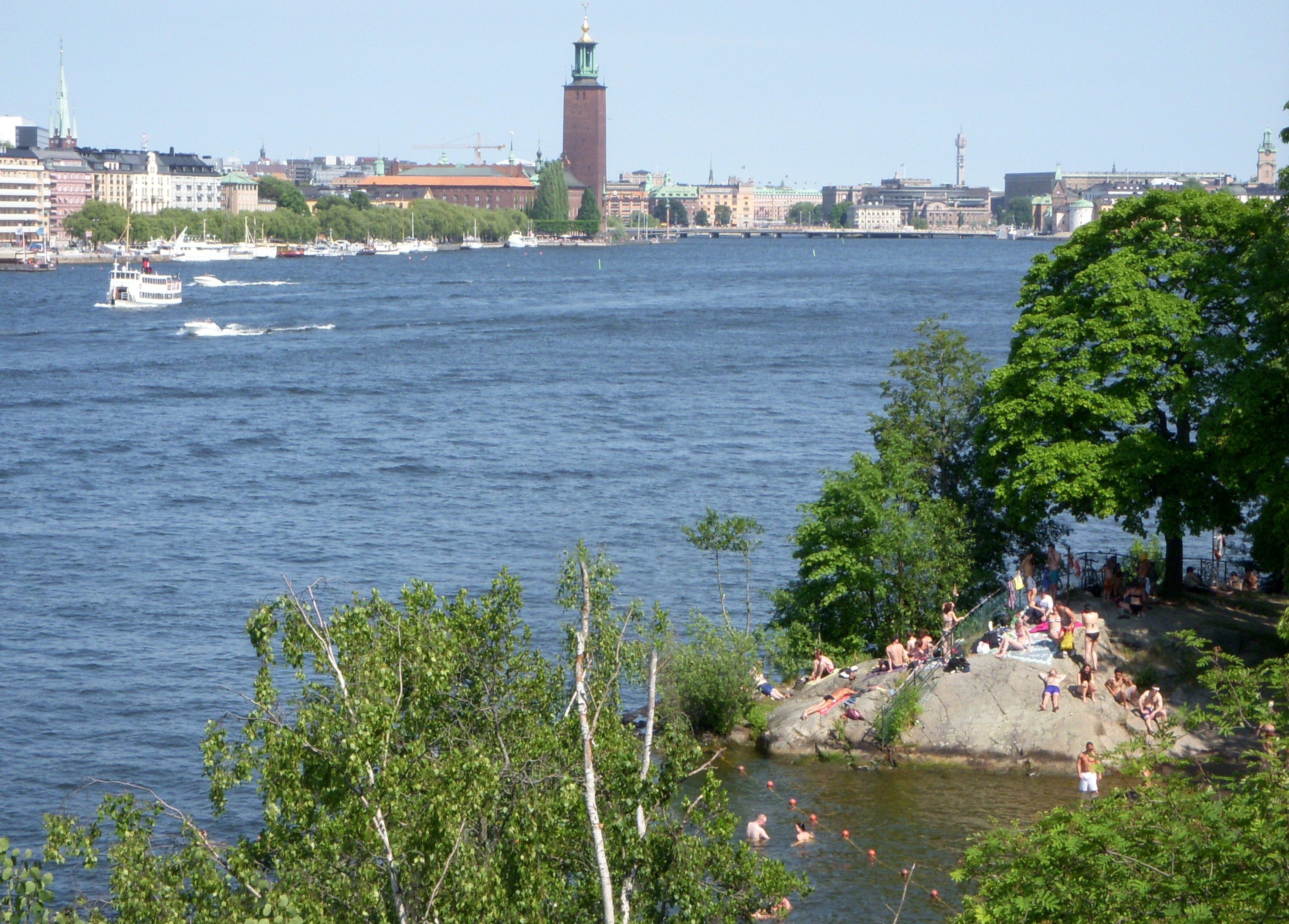
Rochedos em Långholmen

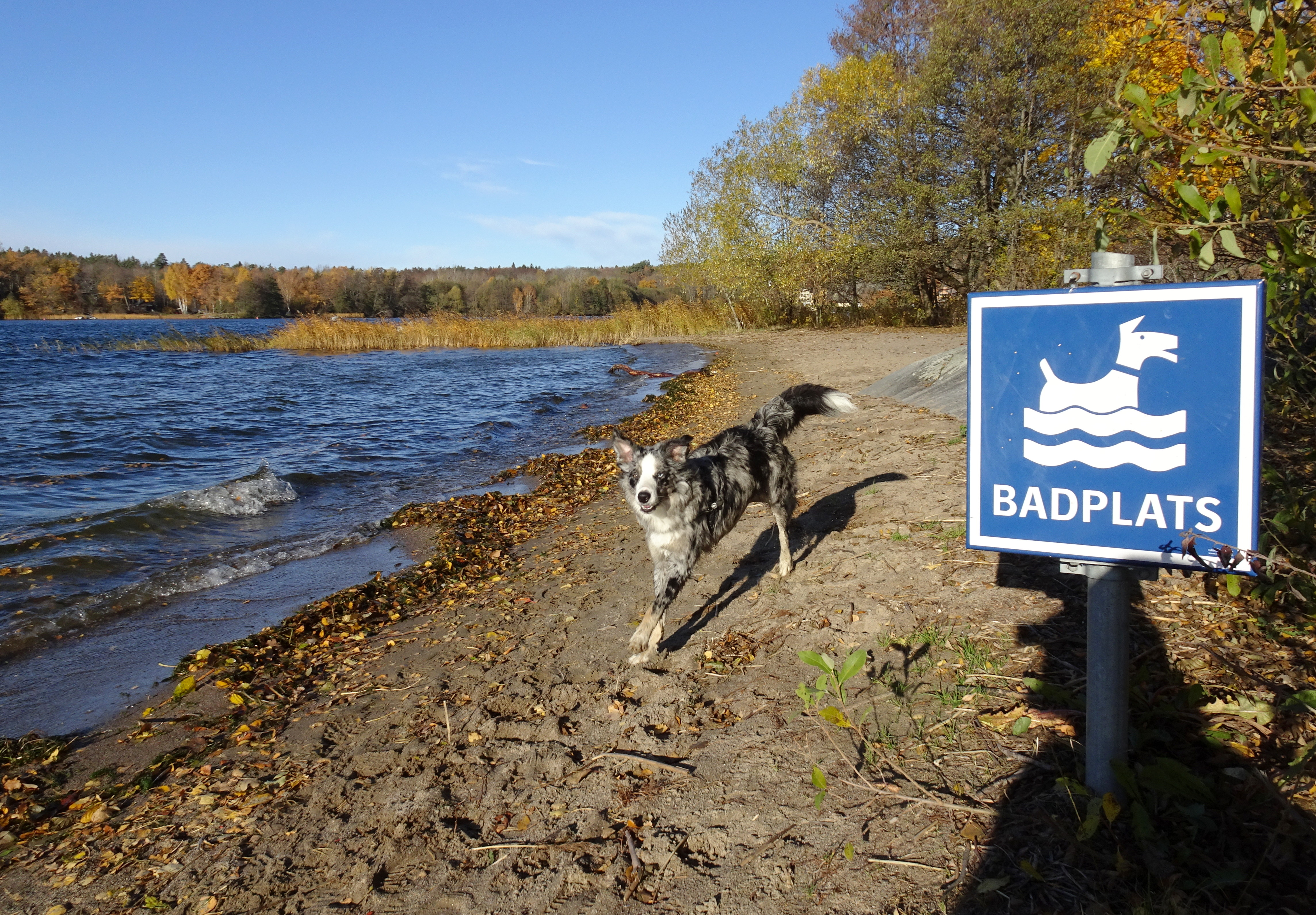
Praia para banhistas com cães

## Ångermanland
- Rotsidan, Costa Alta [3]

## Bohuslän
- Rörvik, ilha Koster Sul [4]
- Marmorbassängen, Hållö [1]

## Escânia
- Hallands Väderö, Estreito de Öresund [5]
- Sandhammaren, Österlen [1]
- Bjerreds saltsjöbad, 20 km a norte de Malmö [1]

## Gotlândia
- Norsta Auren, Fårö [1]
- Tofta, Gotlândia [6]
- Sudersand, Fårö [7]

## Halland
- Båstad strand, Båstad [8]
- Skreastrand, Falkenberg [9]
- Tylösand, Halmstad
- Stora Trälviken, Varberg [10]

## Norrbotten
- Pite Havsbad, Piteå [1]

## Olândia
- Böda sand, Olândia [1]
- Äleklinta, Olândia [10]

## Östergötland
- Varamon, Motala [10]

## Södermanland
- Stendörren, Nyköping/Trosa [1]

## Uppland
- Sandhamn, Sandhamn, Arquipélago de Estocolmo [10]

## Västergötland
- Norrvikarna, ilha Koster Norte [10]
- Vitsand, Parque Nacional de Tived [1]